# Melany H. Chapin
Melany H. Chapin (1963) es una botánica, profesora, taxónoma, conservadora, y exploradora estadounidense.

## Carrera
Desarrolla actividades académicas y científicas en el Departamento de Biología Ecológica y Evolucionaria, del National Tropical Botanical Garden, específicamente en el Bishop Museum, Hawái. Es especialista en la familia de las arecáceas.

## Algunas publicaciones
- melany h. Chapin, mike Maunder, katherine e. Horak. 2007. A preliminary study of regeneration in wild populations of threatened endemic Hawaiian palms (Pritchardia; Arecaceae). Pacific Conservation Biology 13 (1): 20 - 28 resumen.
- john leslie Dowe, melany h. Chapin. 2006. Beccari's "Grande Nouveauté": the discovery, taxonomic history and typification of Pelagodoxa henryana. Palms 50 (4): 185 - 192.
- melany h. Chapin, kenneth r. Wood, steven p. Perlman, mike Maunder. 2004. A review of the conservation status of the endemic Pritchardia palms of Hawaii. Oryx 38 (3): 273 - 281 resumen.
- --------------------. 2004. Rat Damage on Native Hawaiian Palms Archivado el 24 de agosto de 2012 en Wayback Machine.. Palms 48 (3): 153 - 155.
- --------------------, steve p. Perlman. 2003. Anomalous Crown Growth in Pritchardia napaliensis Archivado el 23 de agosto de 2012 en Wayback Machine.. Palms 47 (2): 116 - 117.
- --------------------, david h. Lorence, steve p. Perlman, k.r Wood. 2001. Support for the Conservation of Endemic Pacific Palms Through Ex Situ Collections at the National Tropical Botanical Garden (NTBG), Hawaii, U.S.A. Palms 3 (6):
- --------------------, frederic b. Essigb, jean-christophe Pintaud. 2001. The Morphology and Histology of the Fruits of Pelagodoxa (Arecaceae): Taxonomic and Biogeographical Implications. Systematic Botany 26 (4): 779 - 785. doi http://dx.doi.org/10.1043/0363-6445-26.4.779
- --------------------, david h. Lorence. 2000. Developing a tropical botanical garden palm collection. Palms 44 (3): 121 - 126 ISSN 1523-4495
- --------------------. 1999. Flowering and fruiting phenology in certain palms. Palms 43: 161 – 165.
- --------------------, sylvia Smith. 1998. Tagging Along in Tropical Botanic Gardens - The Experience of the National Tropical Botanical Garden, Hawai'i. Palms 3 (1):
- --------------------. 1991. Sesbania, a lesser known legume. The Bulletin of the National Tropical Botanical Garden 21 (1-2): 1 - 4.
- --------------------. 1990. Pritchardia remota: a singularly beautiful palm. The Bulletin of the National Tropical Botanical Garden 20 (3): 62 - 64.

## Honores
- La abreviatura «Chapin» se emplea para indicar a Melany H. Chapin como autoridad en la descripción y clasificación científica de los vegetales.[10]